# Hồ Trị An
Hồ Trị An là một hồ nước nhân tạo nằm trên sông Đồng Nai, thuộc các huyện Vĩnh Cửu, Định Quán, Thống Nhất và Trảng Bom, tỉnh Đồng Nai, Việt Nam. Hồ là nơi trữ nước để cung cấp cho Nhà máy thủy điện Trị An. Hồ Trị An được khởi công vào năm 1984 và hoàn thành đầu năm 1987. Hồ Trị An có diện tích mặt hồ rộng 323 km², với dung tích toàn phần 2,765 tỷ m³, dung tích hữu ích 2,547 tỷ m³. Hồ được thiết kế để cung cấp nước cho Nhà máy thủy điện Trị An với công suất 400 MW với sản lượng điện hàng năm 1,7 tỷ kWh. Phía thượng nguồn của hồ có Vườn quốc gia Cát Tiên - nơi có nhiều thảm thực vật xanh quý còn sót lại với nhiều loài động vật quý hiếm. Trên vùng hồ Trị An, tạm thống kê có 72 hòn đảo lớn nhỏ, rải rác có nhà dân sinh sống.